# Sympherobius hainanus
Sympherobius hainanus är en insektsart som beskrevs av C.-k. Yang och Liu 2002. Sympherobius hainanus ingår i släktet Sympherobius och familjen florsländor. Inga underarter finns listade i Catalogue of Life.